# Bulbostylis loefgrenii
Bulbostylis loefgrenii là một loài thực vật có hoa trong họ Cói. Loài này được (Boeckeler) Prata & M.G.López mô tả khoa học đầu tiên năm 2001.